# Rode schisma

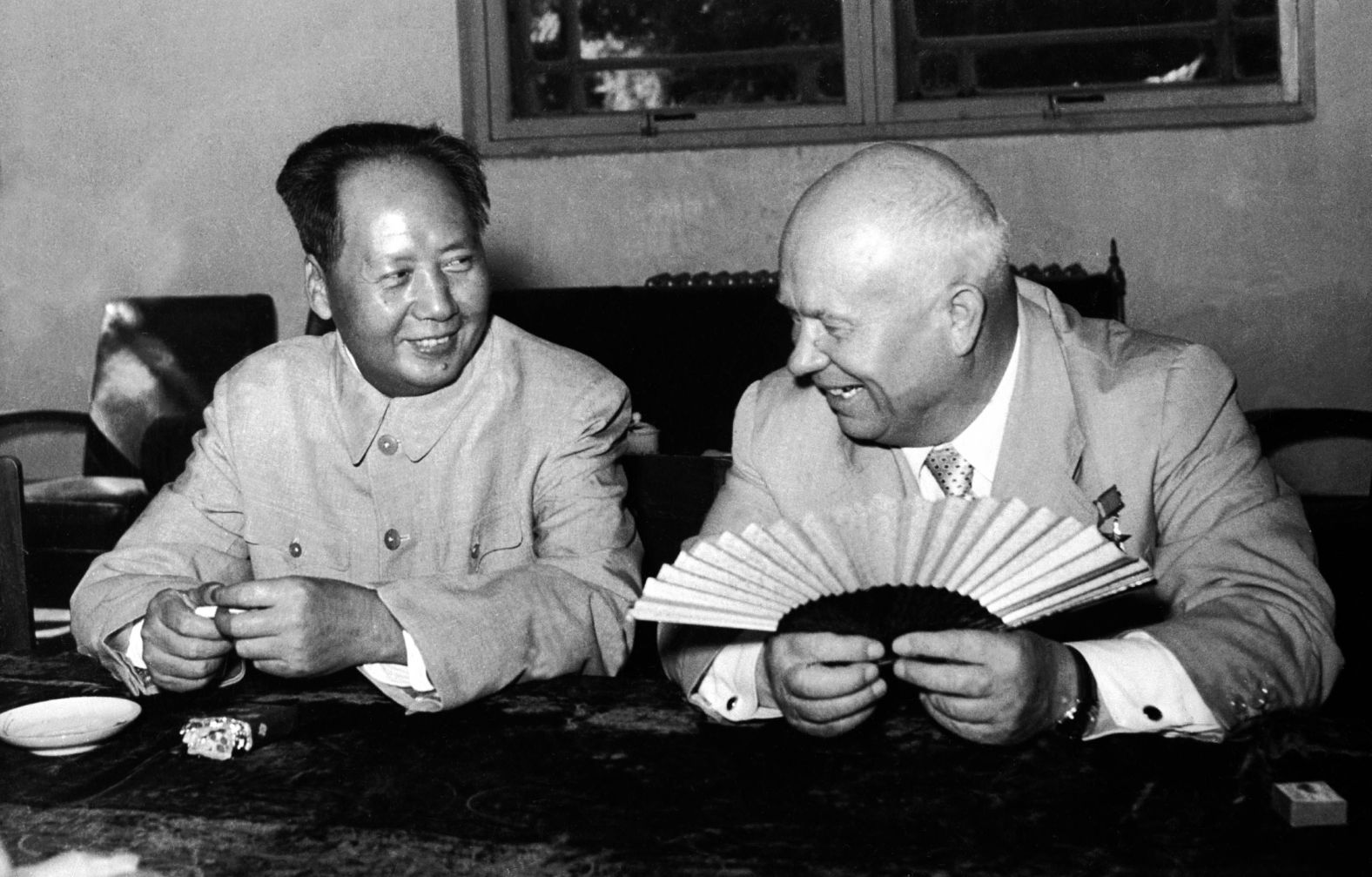
Mao en Chroesjtsjov in 1958 toen de verhoudingen nog vriendschappelijk waren.

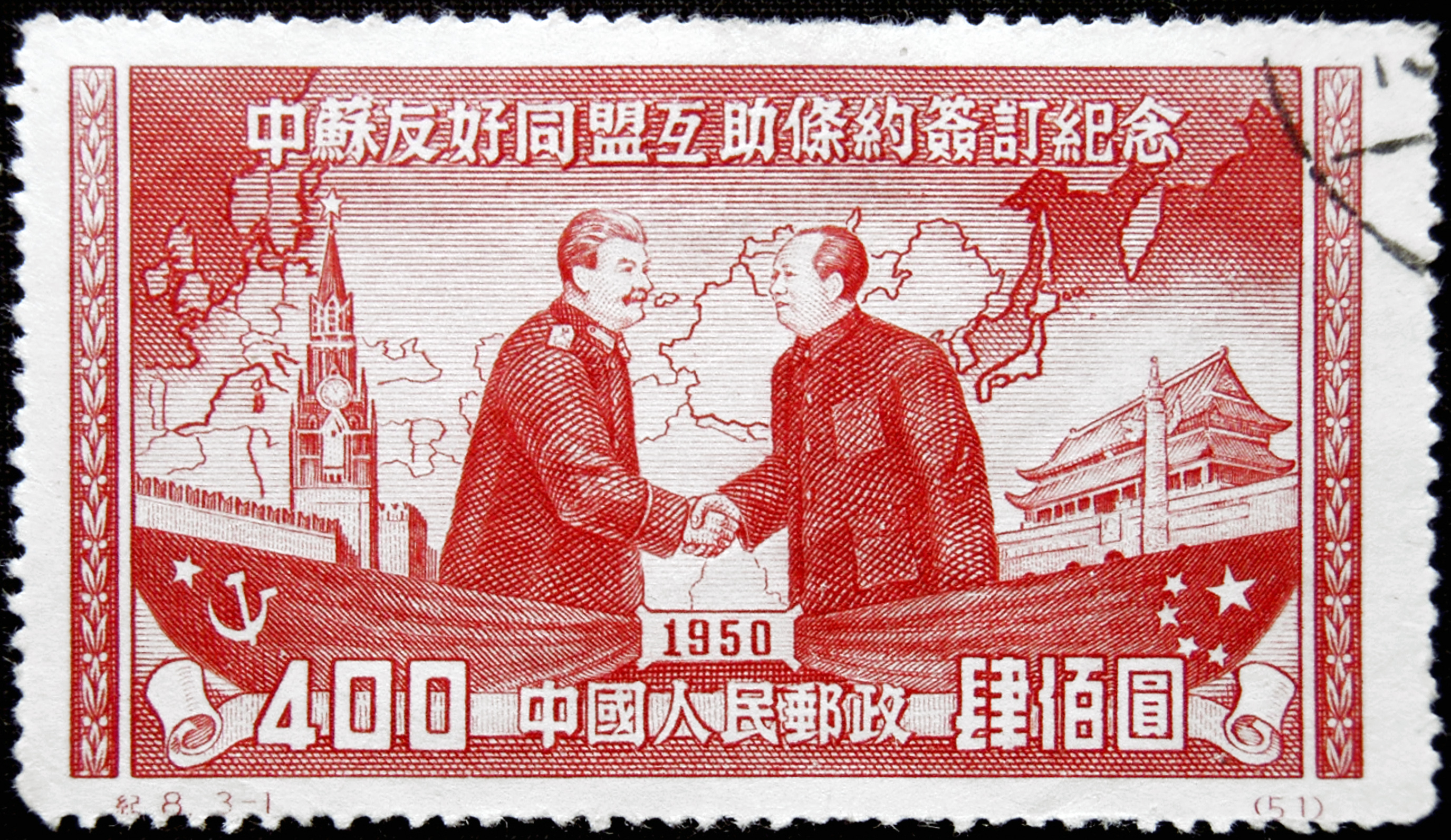
Postzegel met samenwerking Sovjet-unie en China als thema.

Het Rode schisma of de Sovjet-Chinese breuk was de geleidelijke verslechtering van de relaties tussen de Volksrepubliek China en de Sovjet-Unie vanaf 1956 en openlijk vanaf 1961. Hierdoor kwam er ook een splitsing tussen het Sovjet- en het Chinese communisme.

## Conflict tussen China en de Sovjet-Unie
Hoewel China en de Sovjet-Unie beide communistisch waren, hadden ze verschillende nationale belangen die na de euforie van de communistische overwinning in de Chinese Burgeroorlog meer en meer begonnen op te spelen. De Sovjet-Unie zag het dichter bevolkte China als een mogelijke bedreiging en zag liever niet dat het ging industrialiseren; de Chinezen wilden uiteraard hun land wel ontwikkelen. Bovendien was Mao Zedong het niet eens met de paternalistische opstelling van Nikita Chroesjtsjov.
De aanleiding van het conflict was de ''geheime'' toespraak van Chroesjtsjov (die dankzij de westerse spionnen in de Sovjet-Unie binnen een week de hele wereld al kende) op het 20e congres van de Communistische Partij van de Sovjet-Unie op 25 februari 1956 waarin hij publiekelijk de cultus rond Jozef Stalin aan de kaak stelde. Hij beschuldigde Stalin van massamoord, alsmede de rehabilitatie-maatregelen die hierna enige jaren lang in de Sovjet-Unie werden getroffen. Zijn toespraak drong ook door in de satellietstaten in Europa en leidde tot opstanden in Polen en Hongarije in 1956. Deze destalinisatie viel slecht bij Mao die zelf een eigen stalinistische lijn volgde en die zich hiermee in diskrediet gebracht voelde worden. De Sovjet-Unie vond de Chinese opstelling dogmatisch terwijl China de Sovjet-Unie voor revisionistisch uitmaakte.
In november 1957 werd in Moskou de 40e verjaardag van de Russische Oktoberrevolutie gevierd. Alle communistische landen werden uitgenodigd om de eenheid te onderstrepen. Mao was hierbij aanwezig. In zijn toespraak zei hij geen atoomoorlog te vrezen, er zouden miljoenen Chinezen kunnen omkomen, maar er bleven er voldoende over na de strijd tegen het imperialisme. Dit beeld werd niet breed gedeeld en in de zomer van 1959 trok de Sovjet-Unie zijn hulp in voor de ontwikkeling van een Chinese atoombom.
In september 1959 was Chroesjtsjov twee weken op bezoek in de Verenigde Staten om de relatie te verbeteren. Toen Chroesjtsjov ook een vreedzame co-existentiepolitiek afkondigde, concludeerde Mao hieruit dat de Sovjet-Unie niet meer bereid zou zijn China te steunen in het geval van een Chinees-nationalistische, Amerikaanse of Japanse invasie. Dit leek te worden bevestigd toen in de Chinees-Indiase Oorlog, waarbij in 1962 het grensgebied tussen Tibet en Noordoost-India betwist werd, de Sovjets weigerden de Chinezen te steunen, terwijl de Verenigde Staten wel materiële steun verleenden aan India.
Vanaf 1956 groeide in het geheim de tegenstelling tussen de twee landen. In de zomer van 1960 werden alle Sovjet technici die in China actief waren teruggetrokken en viel de hulp bij de opbouw van de Chinese industrie helemaal weg. De handel tussen beide landen daalde fors. Vanaf 1961 hekelden de Chinese communisten openlijk de Sovjets en de breuk tussen China en de Sovjet-Unie was een feit. Het conflict tussen beide communistische machtsblokken bereikte zijn dieptepunt eind jaren zestig met het grensconflict in 1969 als grootste dieptepunt. Hierna duurde het conflict op verschillende manieren voort tot eind jaren tachtig.

## Wereldwijde communistische bewegingen
De splitsing werkte ook door tot in de wereldwijde communistische bewegingen, ook al had de splitsing meer te maken met nationale belangen van China en de Sovjet-Unie, dan met hun respectievelijke communistische ideologieën. Wereldwijd vielen communistische bewegingen uiteen in maoïstische facties enerzijds en (hoofdzakelijk) marxistische facties anderzijds.
De meeste communistische staten kozen partij voor de Sovjet-Unie. Deze keuze lag temeer voor de hand daar de Sovjet-Unie troepen in deze landen had gelegerd. Ook koos bijvoorbeeld Vietnam de kant van de Sovjets, omdat die het land meer wapens gaven:  Vietnam bespeelde beide kanten om wapens te krijgen. Bovendien had het neerslaan van de Hongaarse Opstand duidelijk gemaakt dat de Sovjet-Unie openlijke ongehoorzaamheid niet zou tolereren. Albanië vormde evenwel een uitzondering door partij te kiezen voor Mao. Dit had er enigszins mee te maken dat in Albanië geen Sovjettroepen gelegerd waren die een pro-Chroesjtjovpolitiek konden afdwingen, omdat dit land niet grensde aan pro-Sovjetstaten. Bovendien was de Albanese leider Enver Hoxha geïrriteerd door de pogingen van Chroesjtjov om de Albanese economie dienstbaar te maken aan de Sovjeteconomie. Russische adviseurs in Albanië werden vervangen door Chinese.